# Cabildo Abierto (partido político)
El Cabildo Abierto (CA) es un partido político uruguayo descrito como populista, nacionalconservador, natalista, anti-LGBT y provida, aunque autodefinido como artiguista, fundado en 2019. En la dicotomía izquierda-derecha, es generalmente clasificado como de extrema derecha. Participó por primera vez en las elecciones presidenciales de 2019 y alcanzó el 11,04% de los votos, por lo que accedió a tres senadores y once diputados.
Según su líder, Guido Manini Ríos, el partido está integrado por personas provenientes del Partido Nacional, Partido Colorado y del Frente Amplio. Gonzalo Ferreira Sienra, uno de los hijos de Wilson Ferreira Aldunate, es integrante. Según la Consultora Cifra en octubre de 2019, un 24% de sus votantes provinieron del Frente Amplio, un 14% del Partido Colorado y un 10% del Partido Nacional.

## Historia
El Movimiento Social Artiguista compareció ante la Corte Electoral a inicios de 2019 para solicitar su inscripción como partido político, de cara a las elecciones internas de junio. La solicitud fue aprobada por el organismo el 10 de marzo, tras la validación de unas 3.000 firmas presentadas por ciudadanos. El registro incluye el sublema Movimiento Social Artiguista; esa era la denominación original solicitada para el partido, pero debió ser cambiada tras una observación del organismo electoral. La actual denominación alude a los antiguos cabildos abiertos de la época colonial, que en el uso moderno se ha trasladado a la realización de reuniones abiertas con el fin de tomar decisiones.

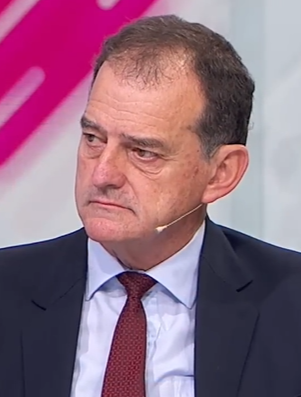
Guido Manini Ríos, candidato a la presidencia en las elecciones presidenciales 2019.

Es presidido por el abogado y escribano Guillermo Domenech, quien se desempeñara como escribano de la Presidencia de la República entre 1990 y 2019; en el pasado había tenido militancia en el Partido Nacional. Los miembros fundadores impulsaron la precandidatura a la presidencia del general retirado Guido Manini Ríos, quien finalmente aceptó a principios de abril. También recibió el respaldo del Movimiento Unidos Podemos. La esposa de Manini Ríos, Irene Moreira, edila por el Partido Nacional en el departamento de Artigas, decidió cambiar de partido para acompañar al marido. El 3 de abril se realizó, en el Hotel Ibis, el lanzamiento oficial de la precandidatura presidencial.
Repercusiones

Bandera usada por Cabildo Abierto.

Si bien desde el oficialismo se cataloga a Cabildo Abierto como un partido de derecha vinculado a los militares, por su candidato y principal líder, el grupo se autodefine como un partido integracionista que da cabida a distintas corrientes, para llevar a cabo los postulados artiguistas. Según las encuestas, Cabildo Abierto no se trata de un partido militar, teniendo la misma cantidad de votantes vinculados directa o indirectamente a las Fuerzas Armadas que la coalición de izquierda Frente Amplio.
Medios de prensa internacionales se han hecho eco de la repercusión de Cabildo Abierto. Un ejemplo es El País de Madrid, quienes ven en este fenómeno el surgimiento de la polarización política en un país tradicionalmente volcado hacia el centro como es Uruguay. El Uruguay del siglo XX estuvo tradicionalmente dominado por "doctores", sin desmedro de las notorias actuaciones políticas de varios militares como Alfredo Baldomir, Óscar Gestido, Mario Aguerrondo, Líber Seregni o Víctor Licandro; pero el surgimiento en pleno siglo XXI de un "partido militar" se considera preocupante, si se tiene en cuenta el desprestigio en el que han caído varios políticos y la revalorización del rol de los militares con respecto a la sociedad civil. Tampoco sería la primera vez que la propia ciudadanía uruguaya valore a un militar como "hombre fuerte y necesario" en medio de una crisis social.
En mayo de 2019, Manini Ríos comienza un ciclo de audiciones radiales por Radio Oriental. En la primera de ellas llama a la ciudadanía a una "auténtica rebelión democrática" para cambiar al país. El ciclo es conducido por Guillermo Silva, Guillermo Domenech, Araceli Desiderio y Sandra Cha.
Primera comparecencia electoral
Al cierre del escrutinio de las mesas de votación en las elecciones internas de junio de 2019, Cabildo Abierto había superado largamente la cifra de 40.000 votos en todo el país, convirtiéndose en la cuarta fuerza política uruguaya. Los departamentos de Rivera, Cerro Largo y Artigas fueron los que más votos registraron de esta agrupación.
Para continuar elaborando el programa de gobierno de cara a las elecciones de octubre, Aldo Velázquez, coordinador de los equipos técnicos, propuso exigir que los adherentes firmasen un "acuerdo de confidencialidad" relacionado con el manejo de la información interna del partido.
Tras las internas continuaron las adhesiones al partido, como el exactivista del Partido Verde Animalista Marcelo Hospitale o Daniel García Pintos, exmilitante de la Juventud Uruguaya de Pie y exdiputado colorado.
A mediados de agosto, la fórmula presidencial quedó conformada por Manini Ríos y Domenech.
En setiembre presentaron candidatos a diputados por Montevideo: Eduardo Lust (abogado constitucionalista, opositor del proyecto de la segunda planta de UPM), Yamandú Flangini (militar naval retirado, expresidente de la AUF y organizador del Mundialito 1980-81), Elsa Capillera (catequista), Silvana Pérez Bonavita (concejal vecinal) y Héctor Martín Sodano (mecánico naval). Su plancha al Senado se integró con Manini, Domenech, Irene Moreira y Rivera Elgue (coronel retirado y coordinador de campaña); entre los suplentes también figuran el periodista Marcos Methol (hijo del historiador Alberto Methol Ferré) y el coronel retirado Raúl Lozano.
Cabildo Abierto obtuvo tres senadores y once diputados. Como hay un neto predominio de personas sin ninguna experiencia parlamentaria, el abogado y diputado electo Eduardo Lust organiza jornadas de capacitación para ellos.
En el gabinete de Luis Lacalle Pou, Cabildo Abierto ocupaba dos titularidades: Daniel Salinas en Salud Pública e Irene Moreira en Vivienda.

## Ideología
En los estatutos del partido se establece que el referente ideológico de Cabildo Abierto es el ideario artiguista, enmarcado en los documentos firmados por José Gervasio Artigas entre 1811 y 1820. Numerosos medios de prensa internacionales lo han ubicado a la ultraderecha. Sin embargo, se ha afirmado que se busca atraer personas de todos los sectores políticos, en busca de "solucionar problemas de la gente", con aspectos programáticos que no pasan por ubicarse ni a la derecha ni la izquierda, acercándose a la tercera posición. En sus inicios, el partido estuvo conformado por numerosos militantes críticos del Partido Nacional debido a que consideraban que el mismo había "virado a la izquierda", especialmente en temas de género y familia.
Se destaca su reivindicación de los "viejos valores", además de su rechazo al aborto y eutanasia. Sus dirigentes han manifestado discrepancias ante la llamada "ideología de género", y una postura Natalista hacia los inmigrantes. Asimismo, han impulsado la revisión de la ley de legalización de la marihuana. No obstante, el partido no es neoliberal y posee algunas propuestas favorables al bienestar social, como la inclusión de un salario maternal, el impulso de la justicia distributiva y la reestructura de la política tributaria.

## Resultados electorales

### Elecciones legislativas
|  | 11,04 % |

|  | 11,04 % |

|  | 2,47 % |

|  | 2,47 % |

### Elecciones presidenciales
| Elección | Candidatos        | Primera vuelta | Primera vuelta | Segunda vuelta | Segunda vuelta | Resultado |
| Elección | Candidatos        | Votos          | %              | Votos          | %              | Resultado |
| -------- | ----------------- | -------------- | -------------- | -------------- | -------------- | --------- |
| 2019     | Guido Manini Ríos | 268,736        | 11,04 %        |                |                | No electo |
| 2024     | Guido Manini Ríos | 60,549         | 2,47%          |                |                | No electo |